# 미린다
미린다(Mirinda)는 과일향 탄산음료 상표로 1959년 스페인에서 처음 생산되었다. 현재는 다국적 기업 펩시코가 인수해 운영하는 브랜드이다.
대한민국에서는 롯데칠성음료가 라이센스만 가져와 생산하고 유통한다. 대한민국에서는 오렌지, 파인애플, 포도만 생산한다. 미린다의 오렌지맛은 미린다 세계 매출의 대부분을 차지한다.
미린다는 1970년 펩시코에서 인수했다. 경쟁사는 코카콜라의 환타, 브리트빅의 탱고(Tango), 닥터페퍼의 크러시(Crush) 브랜드 등과 경쟁한다.

## 어원
'Mirinda'의 뜻은 인공어 에스페란토로 '감탄스러운(admirable)'이라는 뜻이다.

## 역사
1959년 처음 스페인에서 생산되어 1970년에 다국적기업 펩시코가 인수해서 생산하고 있다.
대한민국에서 1985년부터 롯데칠성음료가 생산한다. 롯데칠성음료가 펩시콜라의 국내 공급회사이므로 펩시코의 소유 브랜드인 미린다도 1985년부터 생산, 공급했다. 2005년에는 미린다 라즈베리 맛을 출시한 적이 있다. 롯데칠성음료는 라즈베리 맛 미린다를 출시하며 《배트맨 비긴즈》 브랜드 사용 계약을 맺어 배트맨 이미지를 활용했다. 2013년, 미린다를 리뉴얼 출시했다. 리뉴얼 내용은 탄산함량을 높이고, 용기와 라벨의 디자인에 변화를 줬다. 또, 355mL 제품 외에도 250mL, 355mL, 500mL, 1.5L 제품도 선보였다.

## 광고
- 2013년 가수 조정치와 배우 박민지가 함께 '미안하다 상큼하다'라는 욕하기로, 드라마 《미안하다, 사랑한다》의 느낌을 살린 광고에 출연한 바 있다.[5]
  - 조정치&박민지의 미린다 CF_상큼반전편
  - 조정치&박민지의 미린다 CF_뒤돌아 상큼편
  - 조정치&박민지의 미린다 CF_대화편

## 사진

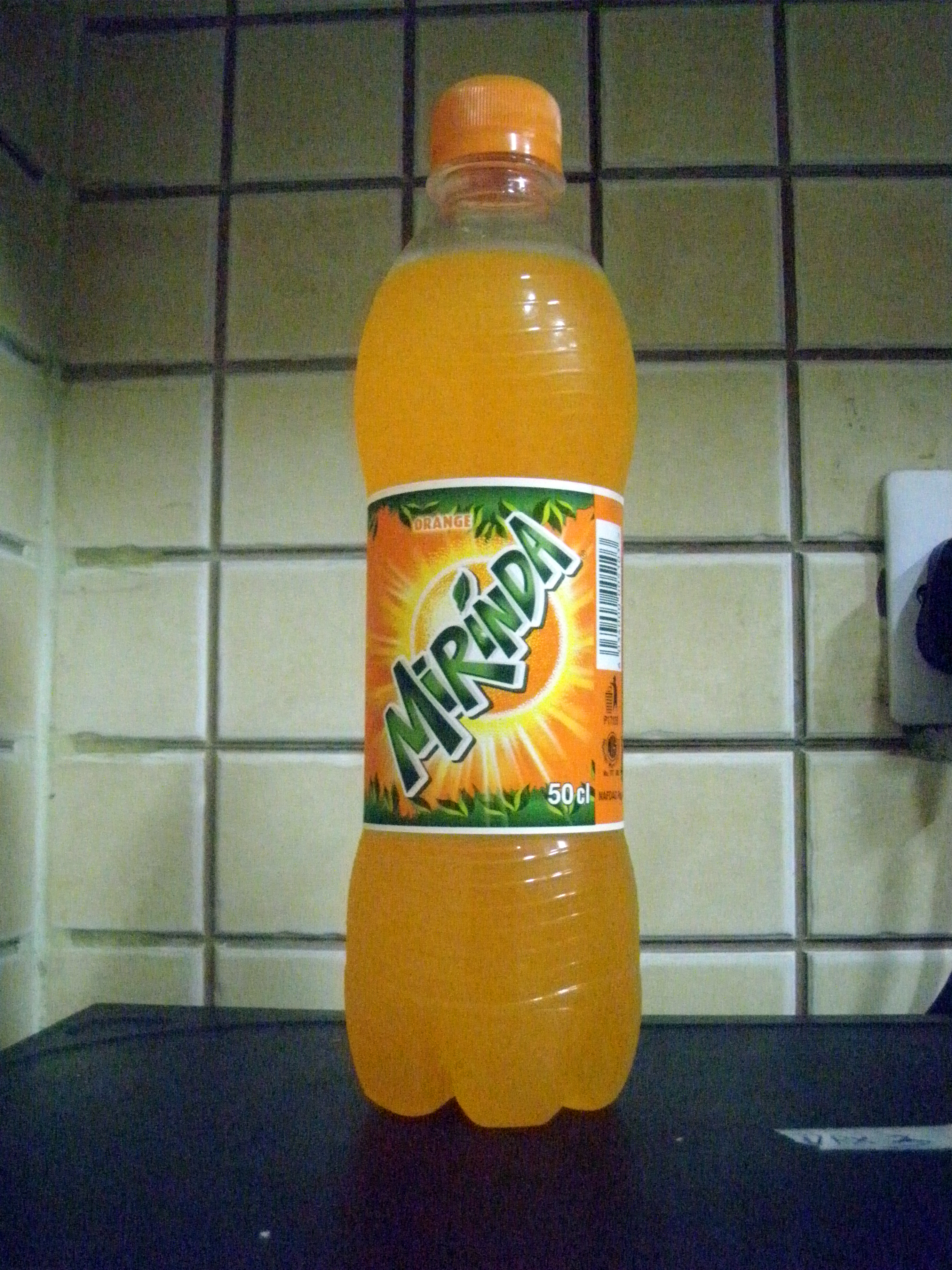
나이지리아의 미린다 오렌지 맛
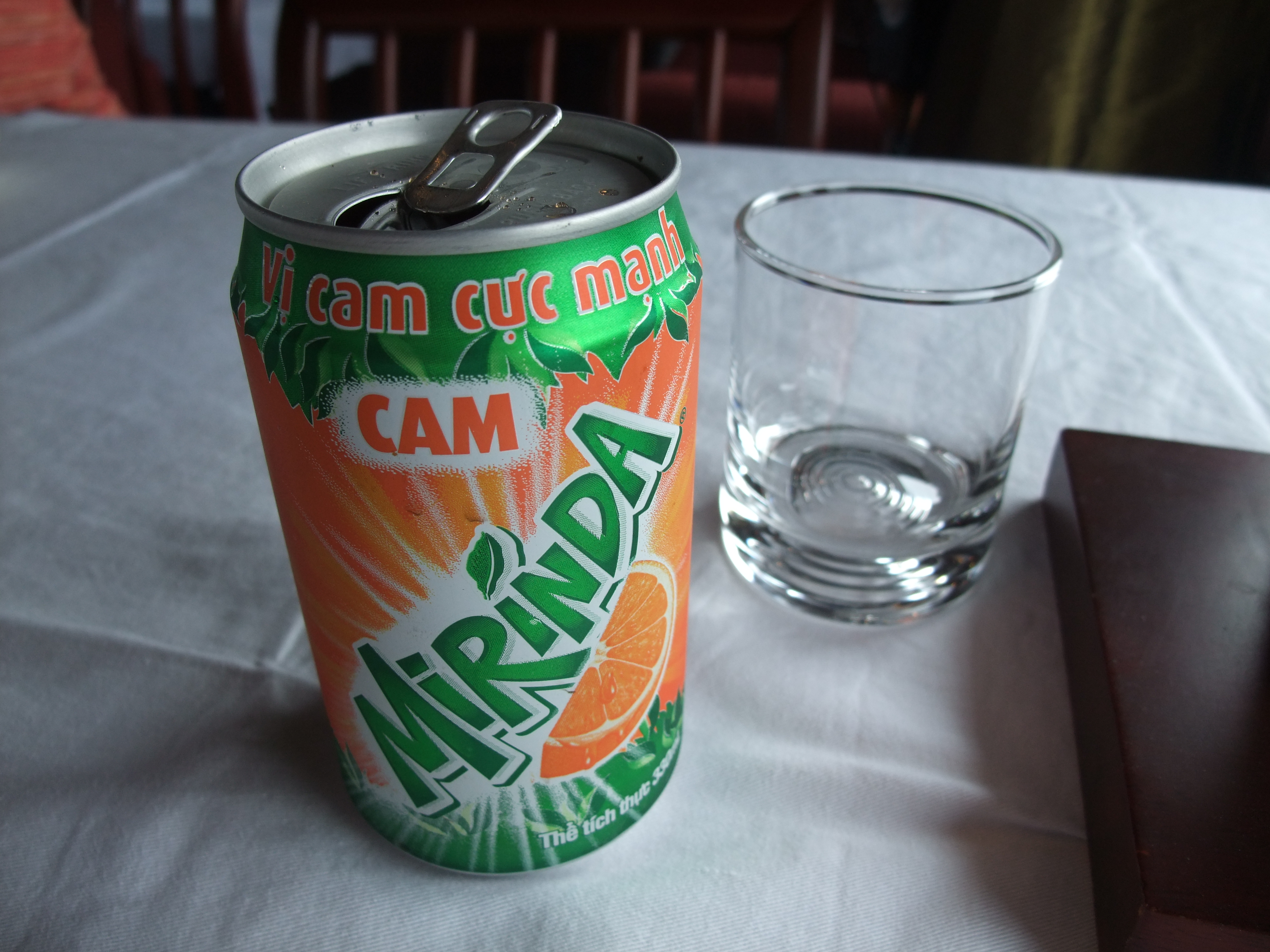
베트남의 미린다 오렌지 맛
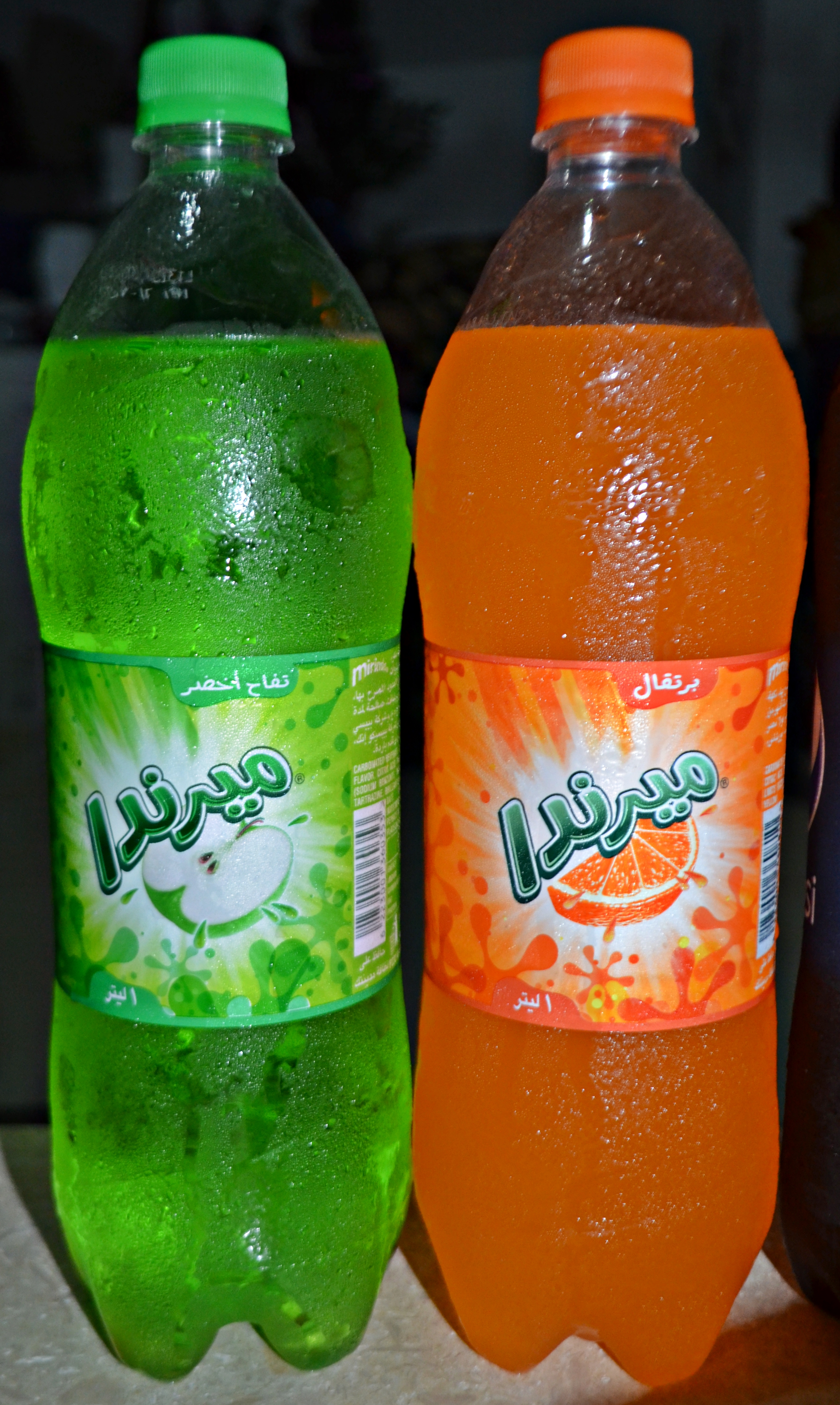
이집트의 미린다 오렌지, 애플 맛

## 같이 보기
- 펩시콜라
- 롯데칠성음료
- 환타
- 써니텐
- 오란씨